# Streptocarpus floribundus
Streptocarpus floribundus är en tvåhjärtbladig växtart som beskrevs av Weigend och T.J. Edwards. Streptocarpus floribundus ingår i släktet Streptocarpus och familjen Gesneriaceae. Inga underarter finns listade i Catalogue of Life.